# Stopplaats Nieuweweg
Stopplaats Nieuweweg (telegrafische code: nwg) is een voormalige stopplaats aan de Nederlandse spoorlijn Aalsmeer - Haarlem, destijds aangelegd en geëxploiteerd door de Hollandsche Electrische-Spoorweg-Maatschappij (HESM) als onderdeel van de Haarlemmermeerspoorlijnen. 
De stopplaats lag ten oosten van Haarlem in de Zuiderpolder bij de kruising met de Nieuweweg, die toen naar een draaibrug over de Ringvaart van de Haarlemmermeerpolder leidde. Iets ten noorden van de stopplaats lag de Fuikvaart; de spoorlijn kruiste deze over een ophaalbrug die vanuit de stopplaats werd bediend. Aan de spoorlijn werd de stopplaats voorafgegaan door station Vijfhuizen en gevolgd door station Rijksstraatweg. Stopplaats Nieuweweg werd geopend op 2 augustus 1912 en gesloten op 22 mei 1932. Bij de stopplaats was een wachterswoning aanwezig die gesloopt werd in 1938.